# Zasady podejmowania działań przy użyciu siły

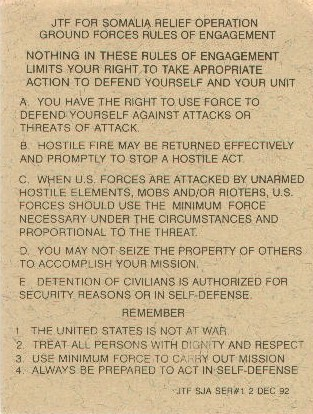
Karta ROE żołnierza wojsk lądowych Stanów Zjednoczonych podczas operacji w Somalii w 1992 r. (Operation Provide Relief)

Zasady podejmowania działań przy użyciu siły (często też zwane krócej zasadami użycia siły; ang. Rules of Engagement, ROE) – obejmują reguły, przeznaczone dla dowódców i pojedynczych żołnierzy, określające warunki użycia siły – kiedy, gdzie i jaka siła może zostać wykorzystana – bądź do osiągnięcia celu operacji, bądź w ramach samoobrony.
Zasady użycia siły są tworzone przez państwa, a nawet niektóre organizacje międzynarodowe, które prowadzą wielonarodowe misje pokojowe. Są one opracowywane oddzielnie dla każdej operacji (np. stabilizacyjnych, w ramach zapobiegania proliferacji broni masowego rażenia, zwalczania piractwa lub nielegalnego handlu narkotykami, ewakuacji osób) lub na potrzeby stałej działalności pokojowej poza granicami państwa w przypadku sił morskich. Są zatem dostosowane do specyfiki każdej z nich, włączając w to misje pokojowe. Zasady podejmowania działań przy użyciu siły, służąc realizacji celów misji, a więc celów politycznych państwa, muszą uwzględniać taktykę i strategię użytych sił  oraz zachować zgodność z prawem międzynarodowym publicznym, w tym na poziomie taktycznym przede wszystkim z międzynarodowym prawem humanitarnym konfliktów zbrojnych, a na morzu również z międzynarodowym prawem morza.